# 贝塔尼亚
贝塔尼亚是巴西伯南布哥州的一个市镇。总面积1232.6平方公里，总人口11985人，人口密度9.7人/平方公里。